# 御輿塚古墳
御輿塚古墳（みこしづかこふん）は、兵庫県姫路市北平野町にある古墳。形状は円墳。兵庫県指定史跡に指定されている。

## 概要
兵庫県南部、広峯山南麓の谷奥の台地先端部（標高約62メートル）に築造された古墳である。古墳名は、石室内の石棺が神の乗る輿に見立てられたことによる。古くは『播州古所拾考』・『播磨鑑』に記述が見えるほか、ウィリアム・ゴーランド・坪井正五郎・和田千吉・武藤誠など多くの研究者によって紹介されている。
墳丘は大半が失われているため、元の墳形は明らかでない。「単円墳」とするゴーランドの記述と石室規模から、直径20メートル程度の円墳と推定される。埋葬施設は両袖式の横穴式石室で、南方向に開口する。石室全長11.7メートルを測る大型石室で、石室の玄室内には竜山石製の組合式家形石棺を据える。石棺の小口石は失われているが、全体の形状が分かる状態で遺存しており、古くから石棺研究の好材料と位置づけられる。石室内の副葬品は詳らかでない。築造時期は、古墳時代終末期の7世紀前半頃と推定される。
古墳域は、1961年（昭和36年）に兵庫県指定史跡に指定されている。

## 遺跡歴
- 安土桃山時代頃、『播州古所拾考』に「御輿岡」に槨・石棺の記述[1]。
- 江戸時代、『播磨鑑』に「輿塚」に石輿の記述[1]。
- 明治期、ウィリアム・ゴーランドが石室計測[1]。
- 1939年（昭和14年）、武藤誠が石室・石棺の実測図を提示[1]。
- 1961年（昭和36年）5月12日、兵庫県指定史跡に指定。
- 市史編纂に伴う石室実測調査（姫路市教育委員会）[1]。

## 埋葬施設

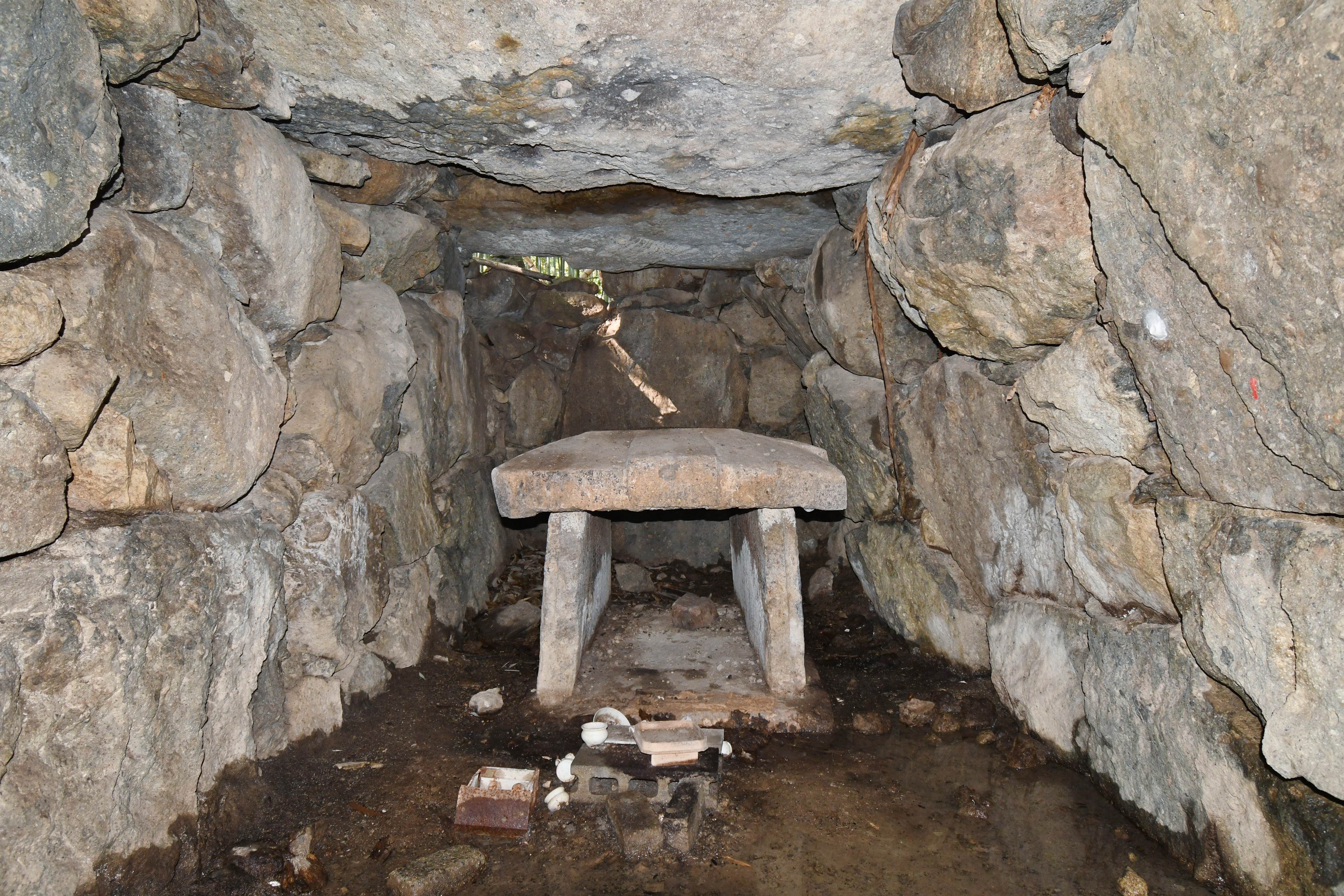
石室 玄室

埋葬施設としては両袖式横穴式石室が構築されており、南方向に開口する。石室の規模は次の通り。
- 石室全長：11.7メートル
- 玄室：長さ5.4メートル、幅2.0メートル（奥壁）・2.3メートル（中央部）・2.1メートル（玄門付近）、高さ1.9メートル
- 羨道：長さ6.3メートル、幅1.5-1.6メートル、高さ1.6メートル

玄室・羨道の幅・高さの差は小さく、石室構造としては新しい様相になる。平面形は片袖式に近い両袖式で、玄室の中央部はわずかに膨らむ。玄室の奥壁には巨石1石の基底の上に中型石材を積み、小割石を詰める。側壁は基本的に3段積みで、隙間に小割石を詰める。玄室の天井石は3枚。袖石は方形の石の上に横長の石を積み小割石を詰める。羨道は2・3段積みで、天井石は3枚である。
玄室の奥寄りには、石室主軸と平行方向に兵庫県加古川流域産の竜山石製の組合式家形石棺を据える。蓋石・底石・長辺側石が遺存するが、短辺側石（小口石）は失われている。蓋石は長さ2.05メートル・幅1.23メートル・高さ0.31メートル、底石は長さ2.10メートル・幅1.22メートル・厚さ0.18メートル、石棺全体としては高さ1.18メートルを測る。蓋石には長辺2対・短辺1対の方形縄掛突起を付し、内側は隅丸方形に深さ5センチメートル程度刳り込む。縄掛突起の突出が小さく、平坦面も広いという形式化が進んだ形態になる。底石は水平であり、原位置を保つとみられる。

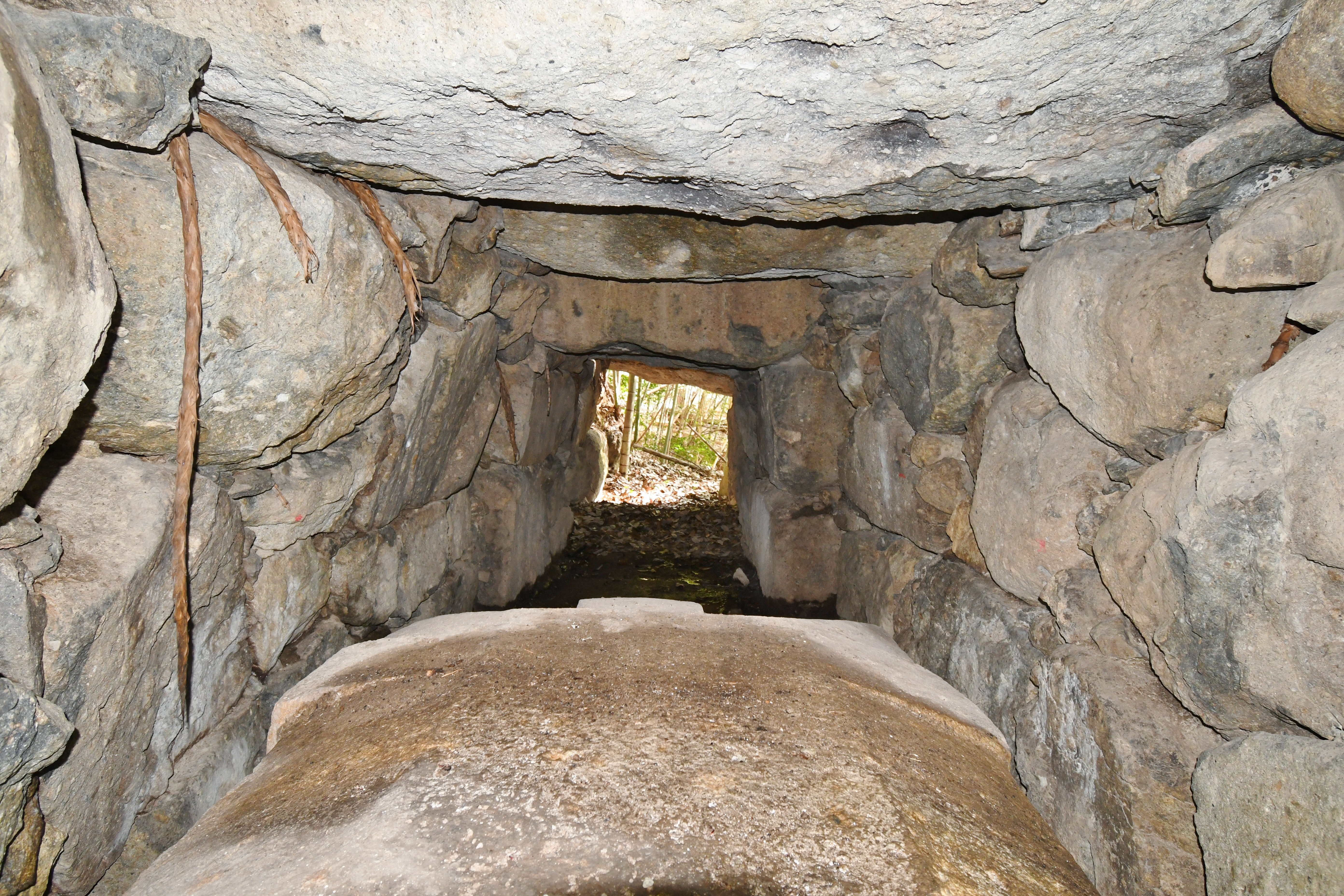
玄室（開口部方向）
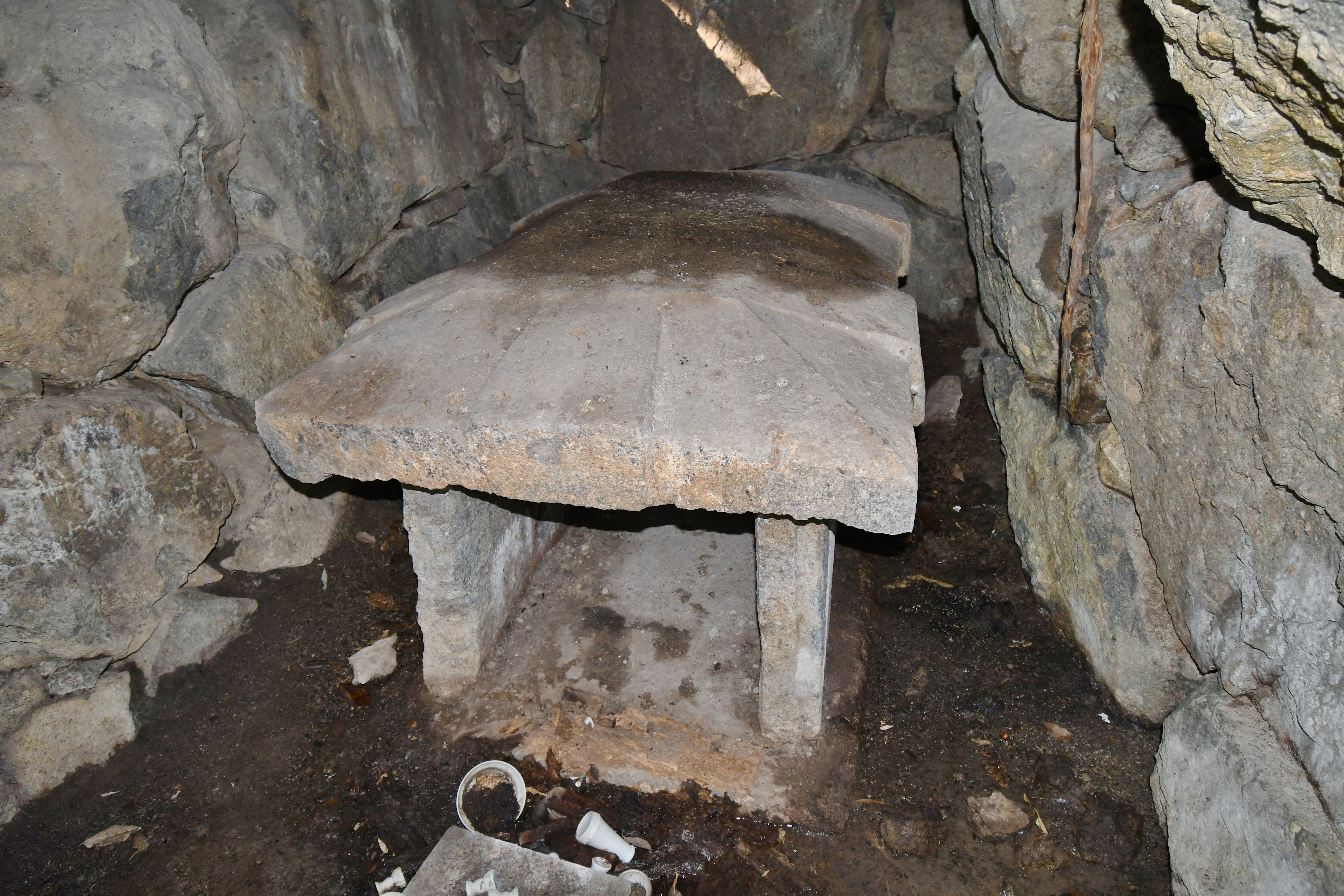
玄室の組合式家形石棺
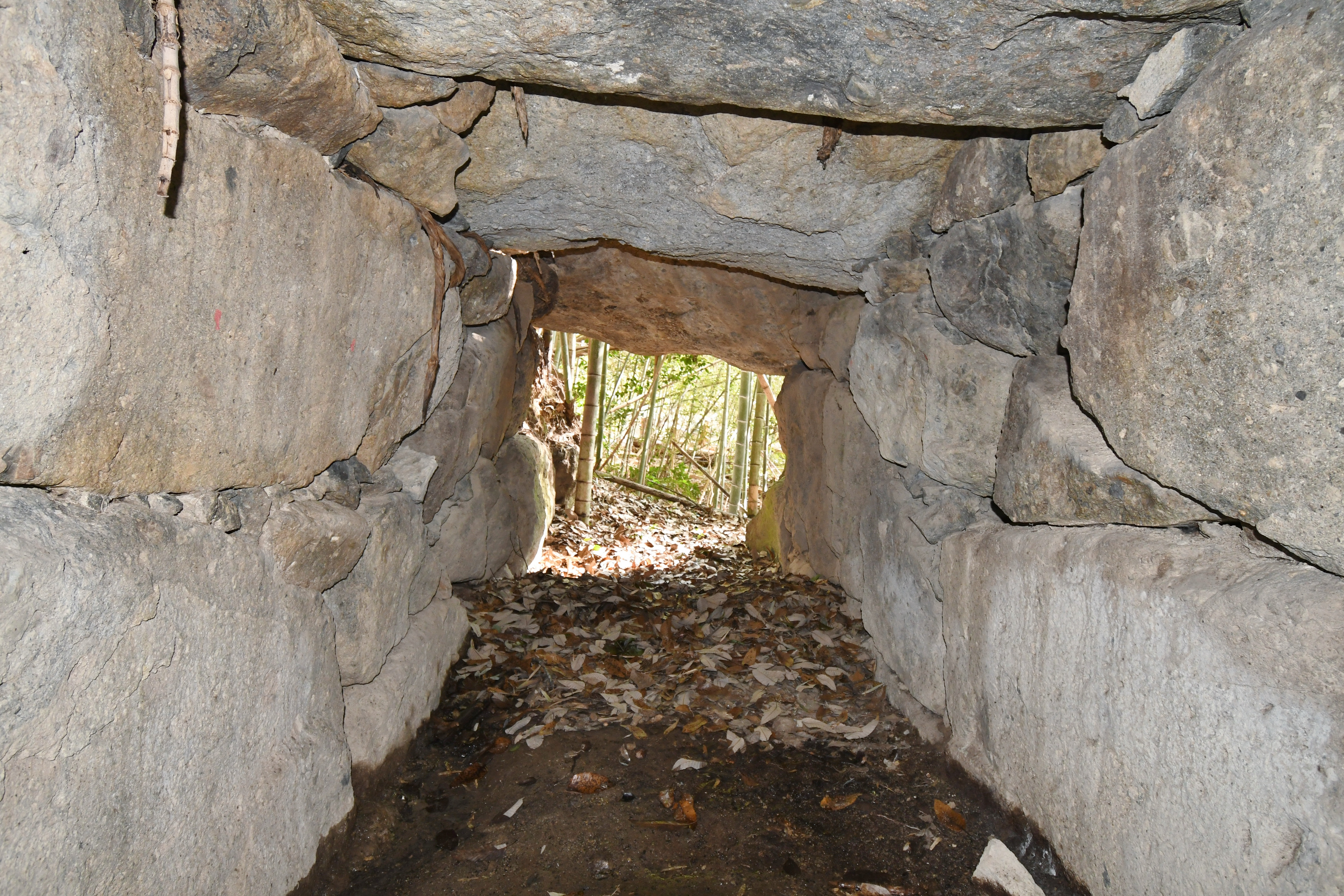
羨道（開口部方向）
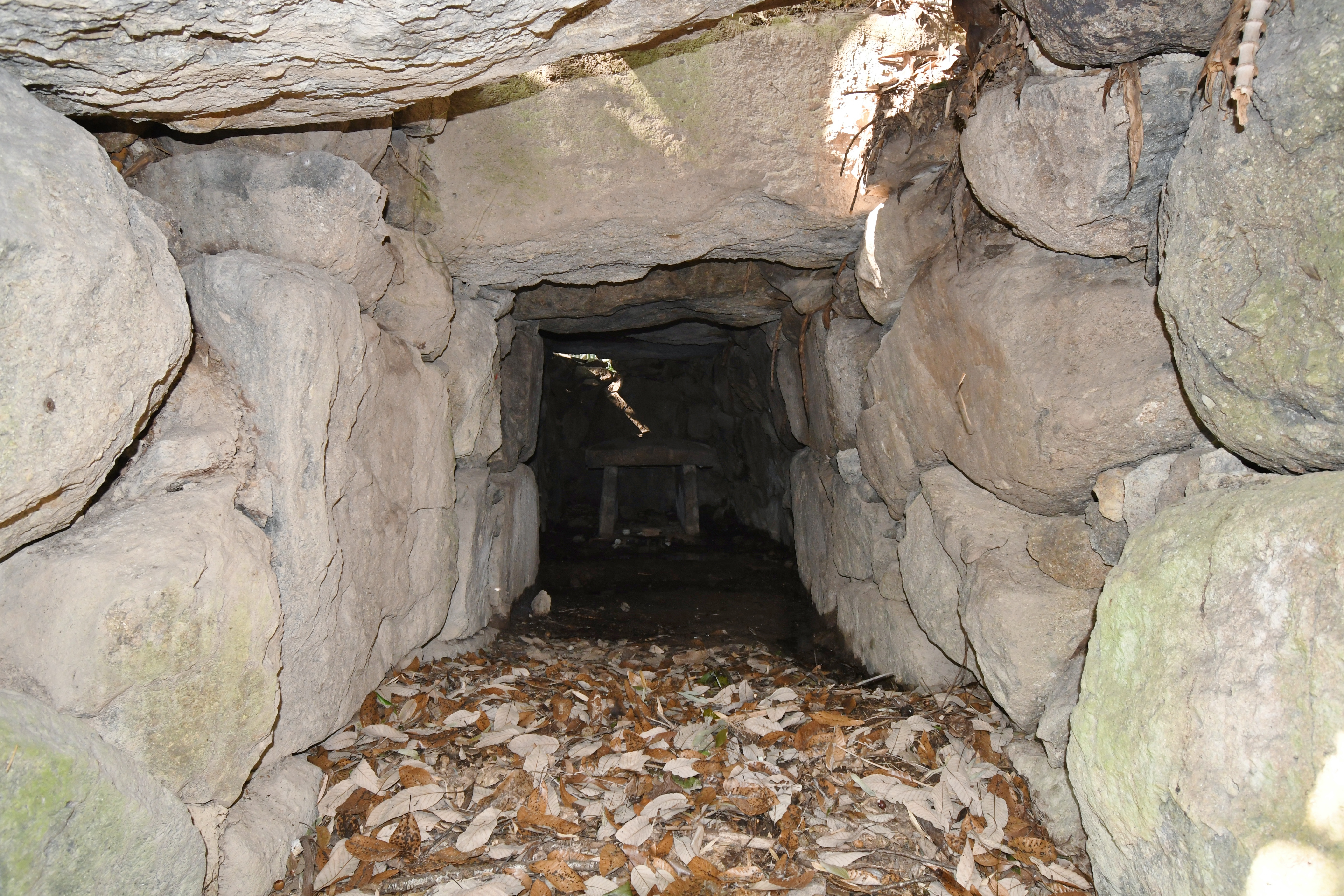
羨道（玄室方向）
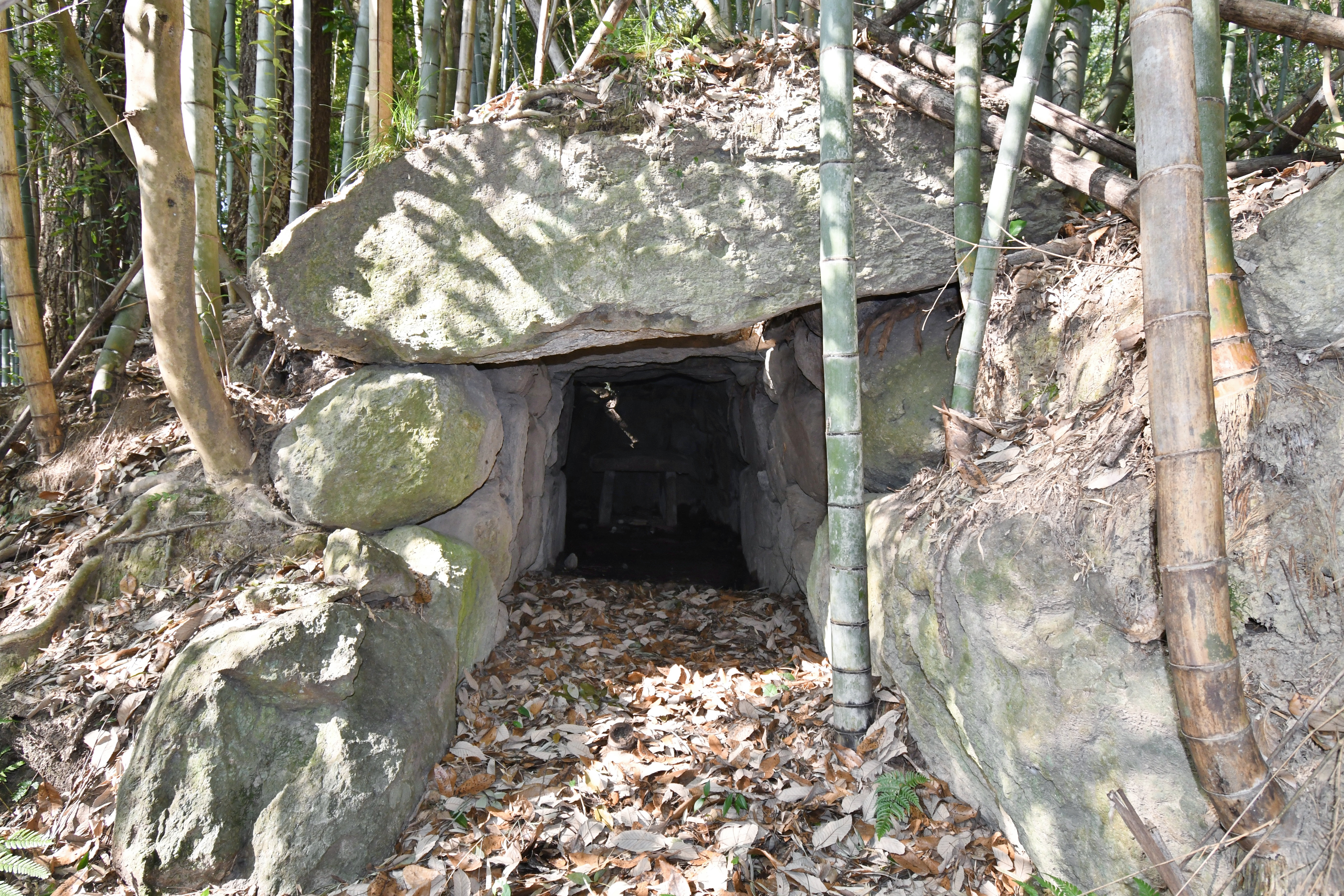
開口部

## 文化財

### 兵庫県指定文化財
- 史跡
  - 御輿塚古墳 -  1961年（昭和36年）5月12日指定。